# La Patrie
La Patrie är en kommun i provinsen Québec i Kanada. Den ligger i regionen Estrie, i den sydöstra delen av landet, 300 km öster om huvudstaden Ottawa. Kommunen bildades 1997 genom sammanslagning av bykommunen med samma namn och kantonen Ditton.